# Ibrahim al-Mazini
Ibrāhῑm al-Māzinῑ (Ibrāhῑm 'Abd al-Qādir al Māzinῑ; n. 19 august 1889, Cairo, Kedivatul Egiptului⁠(d) – d. 10 august 1949, Cairo, Egipt) a fost una dintre principalele personalități ale generației lui Ṭāhā Ḥusayn și 'Abbās al-'Aqqād. Acesta s-a remarcat prin poezii, critici si eseuri, devenind ulterior un cunoscut romancier și nuvelist.

## Primii ani
Al-Māzinῑ s-a născut la Cairo. Deși familia sa nu avea dificultăți financiare, acesta a ajuns să traiască într-o oarecare sărăcie după moartea tatălui sau. În ciuda faptului că nu-și dorea să fie profesor, în 1906 s-a înscris la școala de profesori din Cairo, care a avut, ulterior, un mare impact asupra dezvoltării sale din punct de vedere literar. Era una dintre puținele școli în domeniul literaturii și a rămas așa pana la fondarea Universității din Cairo. Primele publicații ale lui al-Māzinῑ au fost găzduite în reviste editate de către al-'Aqqād și Muhammad al-Sibai. Aceștia au fost studenții aceleiași universități și au devenit influențe importante în opera lui al-Māzinῑ. Al-Sibai a fost, de asemenea, cel care l-a introdus pe al-Māzinῑ literaturii engleze, aceasta urmând sâ fie la rândul ei o influență puternica asupra scrierilor acestuia.
Devenind din ce în ce mai familiarizat cu literatura engleza, al-Māzinῑ și-a însușit limba engleză, astfel că a devenit și un traducator cunoscut din limba engleza în limba arabă.

## Contextul literar
În perioada interbelică, cele două principale direcții spre care se îndrepta literatura erau naționalismul literar (adab qawmῑ) și realismul. Naționalismul literar a fost primul care și-a pierdut importanța în literatură, în perioada ascensiunii naționalismului arab  din anii '30, în timpul căreia Egiptul a întors spatele Occidentului și a căutat o apropiere mai mare față de vecinii săi arabi. Deși Egiptul aspira la această apropiere, lumea arabă și tradițiile sale au continuat să rămână străine pentru mulți autori de proză. Opere cunoscute care ilustrează această tentă de naționalism arab literar aparțin unor scriitori precum Tawfῑq al-Hākῑm și bine cunoscutul Naguῑb Maḥfūẓ. În ceea ce privește realismul, scriitori aparținînd acestui gen s-au detașat mai greu de canoanele curentului literar pe care îl abordau. Cu excepția lui Tāḥā Ḥusayn, majoritatea scriitorilor pot fi cu ușurință considerați adepți ai realismului.

## Opera și influența asupra literaturii
Proza narativă a scriitorilor al-Māzinῑ si al-'Aqqād a fost supusă influenței realismului, ideea naționalismului literar fiind mai puțin atractivă, datorită specializării lor, poezia. Astfel, au fost într-o strânsă legătură mai degrabă cu literatura arabă clasică. Chiar și așa, ulterior al-Māzinῑ renunță aproape complet la poezie și începe să se concentreze aproape exclusiv pe proză. Devine un jurnalist dedicat și multe dintre articolele, eseurile, schițele si observațiile sale ajung să cunoască o diversitate de reviste si ziare publicate. Până la scrierea primului său roman, al-Māzinῑ  a realizat o colecție de schițe scrise jumătate sub formă narativă și jumătate sub formă de conversație, intitulată Ṣandūq al-dunyā (1929). Aceasta a ajuns, în timp, să fie cunoscută drept amprenta sa asupra literaturii.
Cel mai cunoscut roman al lui al-Māzinῑ  este Ibrāhῑm al-kātib (1931), care a fost început, conform spuselor autorului, în 1926. Prima variantă a romanului a fost publicată în 1929, în al-Siyāsah al-Usbū'ῑ yah unde acesta lucra ca jurnalist. O parte a manuscrisului se presupune a fi fost pierdută, iar întreaga carte nu a apărut până în 1931. Romanul este povestea unui bărbat care este, mai mult sau mai putin, îndrăgostit de trei femei simultan. J. Brugman scrie, în cartea sa, O introducere în istoria literaturii moderne arabe a Egiptului, că romanul nu a fost primit foarte bine de catre cititori.  Acesta a fost considerat dezamagitor. Pe de alta parte, tot din observațiile lui J. Brugman, povesea este adusă la viață prin diverse personaje pline de umor, prin care al-Māzinῑ  își consolidează reputația de mare satirist în literatura egipteană.
Al-Māzinῑ  este cunoscut în special prin stilul său literar, stil care poate fi observat cu ușurință în opere precum autobiografia sa și alte schițe care denotă o istețime și o spontaneitate aparte. Ultimul său roman, Mῑduh washurakā'uh (1944) a primit mai puțină atenție decât romanele precendete.
Cea mai mare contribuție a lui al-Māzinῑ  la proza egipteană a fost, fără echivoc, stilul său ușor și fluent, care nu mai fusese atins de niciunul dintre contemporanii săi. Acesta a avut rețineri în ceea ce privește folosirea argoului sau dialectului local în literatură, chair și în dialoguri, dar cu toate astea, a fost unul dintr primii autori egipteni care a reușit să netezească sonoritatea limbii arabe. Limba arabă era deseori considerată aspră și artificială, lucru pe care al-Māzinῑ  a reușit să îl combată. Datorită talentului său stilistic, al-Māzinῑ a ajuns să fie unul dintre cei mai admirati traducatori din acele timpuri.

## Alte opere
Alte opere ale lui al-Māzinῑ sunt, în mare parte, nuvele scurte, incluse în volume precum:
- Ṣandūq al-dunyā (1929) (ro: Cufărul lumii)
- Khuyūṭ al-'ankabūt (1935) (ro: Fire de păianjen)
- Fῑ  l-ṭarῑq (1937) (ro: Pe cale)
- 'al-māshῑ  (1937) (ro: Mergând pe jos)
- 'awd 'alā bad' (1943) (ro: Întoarcerea la începuturi)
- Min al-nāfidhah (1949) (ro: De la fereastră)
- Fi sabῑ l al-ḥayāh (postum) (ro: Pentru viață) [6][7]